# ثنائية لغوية رسمية في كندا

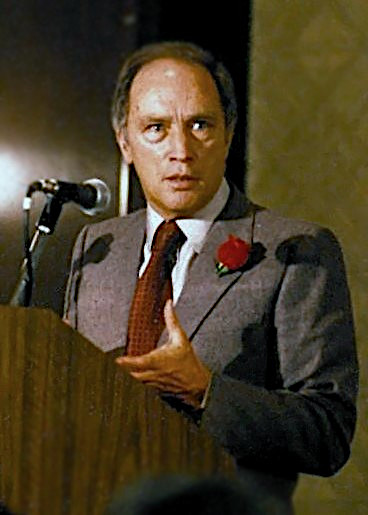

تتمثل اللغتان الرسميتان في كندا في الإنجليزية والفرنسية، حيث "تحظى اللغتان بمكانة وحقوق وامتيازات متساوية فيما يتعلق باستخدامهما في جميع المؤسسات التابعة للبرلمان والحكومة الكندية"، وذلك وفقًا لما نص عليه الدستور الكندي. ومصطلح الثنائية اللغوية الرسمية هو المصطلح المستخدم في كندا لوصف السياسات والنصوص الدستورية والقوانين التي تضمن المساواة القانونية للإنجليزية والفرنسية في البرلمان والمحاكم الكندية بصورة شاملة، والتي تحمي الحقوق اللغوية للأقليات التي تتحدث الإنجليزية والفرنسية في المقاطعات المختلفة، والتي تضمن قدرًا من الخدمات الحكومية يتم تقديمه باستخدام اللغتين عبر مختلف مناطق كندا.
وعلاوة على الدلالة الرمزية للإنجليزية والفرنسية باعتبارهما لغتين رسميتين، فإن الثنائية اللغوية يُنظر إليها بصورة عامة على أنها تتضمن أي قانون أو إجراء آخر:
- يوصي بأن تمارس الحكومة الفيدرالية أعمالها من خلال استعمال هاتين اللغتين الرسميتين، وأن تقدم الحكومة خدماتها باستعمال كلتا اللغتين؛
- يشجع أو يوصي أصحاب الوظائف غير العليا بالحكومة (غالبًا في المقاطعات والأقاليم، وأيضًا في بعض المحليات) بالقيام بأعمالهم من خلال استعمال هاتين اللغتين الرسميتين، وكذلك تقديم الخدمات من خلالهما بدلًا من مجرد استعمال واحدة دون الأخرى؛
- يُلزِم القطاعات الخاصة في المجتمع الكندي بتقديم البضائع والخدمات من خلال هاتين اللغتين الرسميتين (مثل ضرورة وضع ملصقات المواصفات على منتجات الأطعمة باستخدام اللغتين الإنجليزية والفرنسية)؛
- يقدم الدعم للعاملين غير الحكوميين لتشجيع وتعزيز استخدام إحدى اللغتين الرسميتين أو كلتيهما أو تشجيع ودعم مكانتهما. ويتضمن هذا تقديم منح ومساهمات للمجموعات التي تمثل الأقلية المتحدثة بالإنجليزية في كيبك والأقليات المتحدثة بالفرنسية في المقاطعات الأخرى من أجل المساعدة في تأسيس بنية أساسية من الدعم الثقافي والخدمات.

وعلى مستوى المقاطعات، تعتبر نيو برانزويك ومانيتوبا مقاطعات ثنائية اللغة رسميًا، وبالرغم من اقتراب الوضع من المساواة القانونية المثالية في نيو برانزويك؛ فإن الوضع في مانيتوبا جاء نتيجة حكم قضائي ألغى القوانين التي كانت بالإنجليزية فقط على مدار سبعين عامًا في عام 1985. وتعتبر كيبك الوحيدة التي أعلنت نفسها رسميًا مقاطعة أحادية اللغة (تتحدث الفرنسية فقط). ومن الناحية العملية، فإن جميع المقاطعات، بما في ذلك كيبك، تقدم بعض الخدمات اعتمادًا على ثنائية اللغة، وكذلك بعض التعليم من خلال استعمال اللغتين الرسميتين في مراحل التعليم حتى مستوى التعليم الثانوي. وتعتبر الإنجليزية والفرنسية اللغتين الرسميتين في ثلاثة أقاليم. بالإضافة إلى ذلك، تعتبر لغة اينوكتيتوت لغة رسمية في نونافوت، وهناك تسع لغات أصلية تحظى بمكانة رسمية في الأقاليم الشمالية الغربية.